# Cammeray, New South Wales
Cammeray este o suburbie în Sydney, Australia.